# Podhalaňský ovčák
Podhalaňský ovčák (anglicky Tatra Mountain Sheepdog, polsky Polski Owczarek Podhalański) je polské národní psí plemeno.

## Historie

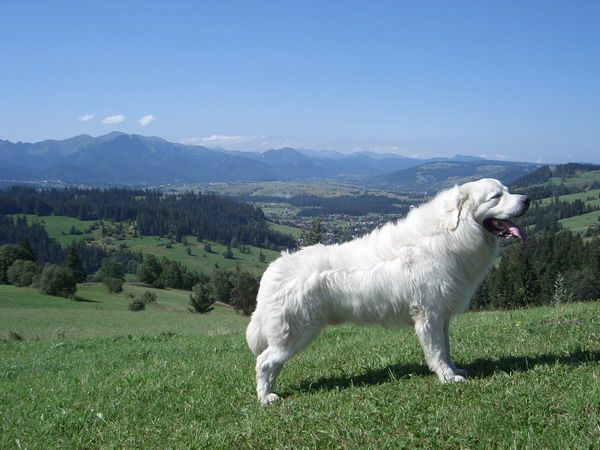

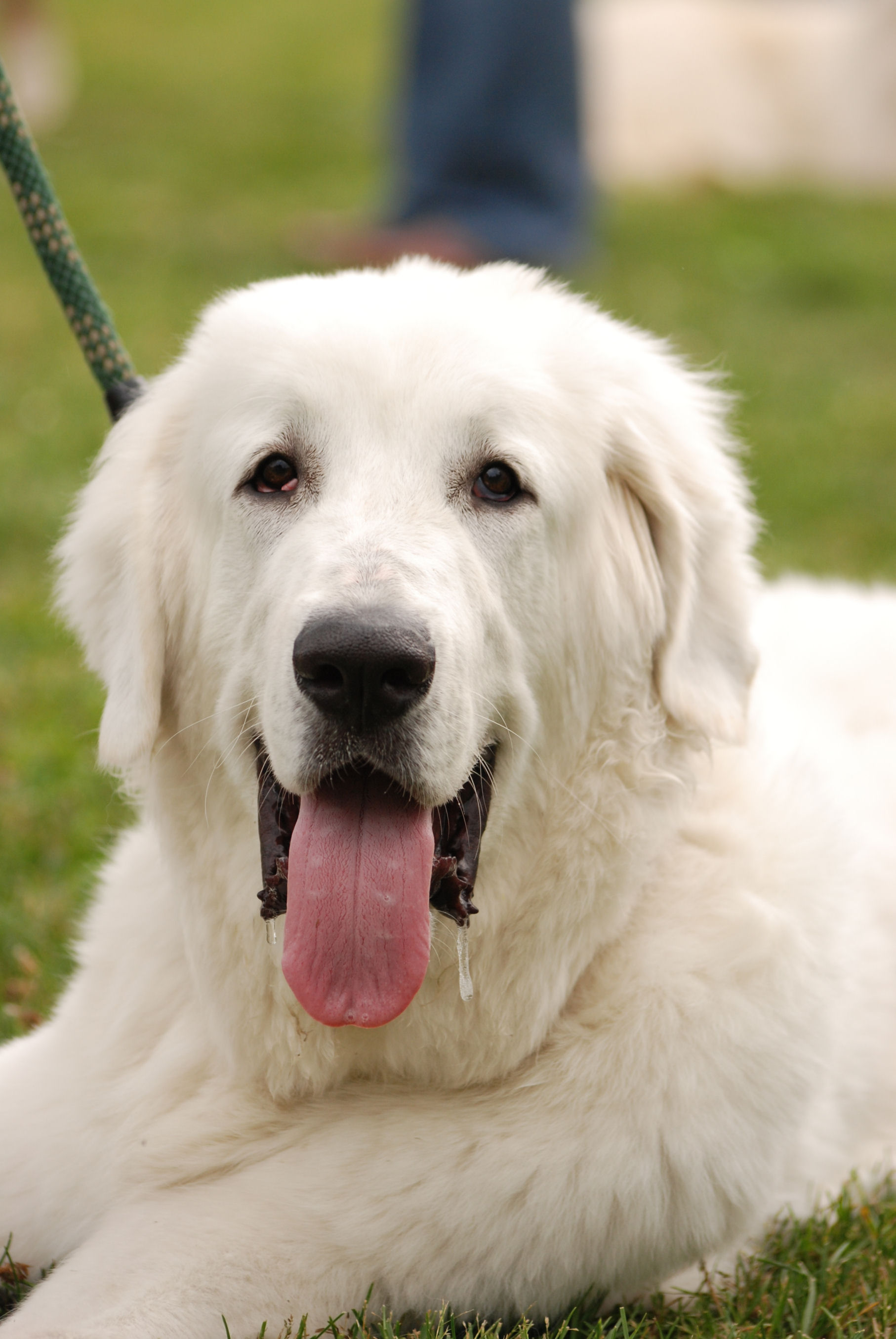

Předci dnešních podhalaňských ovčáků se v Polsku objevili již začátkem 5. století  a je možné, že pocházeli z Maďarska a mezi jeho další předky patřil i maďarský kuvasz . Tito psi byli čistě bílí, s dlouhou a hustou srstí. Využívali se k ochraně dobytka a majetku. Plemeno podhalaňský ovčák, jak jej známe dnes, se ale formoval až v 17. století. Ještě před první světovou válkou panovalo v Polsku přesvědčení, že tito psi nemohou být chováni v nížinách, proto až do té doby plemeno neopustilo rodné Tatry. To se změnilo až v době, kdy byly vytvořeny očkovací látky proti nemoci zvané przecinka nosowce, která až do té doby usmrcovala psy v nížinách pod Tatrami. První oficiální výstava podhalaňských ovčáků proběhla v záři roku 1937 a představilo se zde více než 70 psů. Nejznámějším polským chovatelem těchto psů byl Mauryc Trybulski, který sám měl početnou chovatelskou stanici, ale sepisoval i první oficiální standard plemene. Ten sice roku 1944 padl při povstání ve Varšavě, ale chov pokračoval dále. Plemeno vzkvétalo nadále až do roku 1954, kdy byl založen Tatranský národní park, čímž museli všichni místní lidé ukončit chov ovcí a pro podhalaňského ovčáka zde již nebyla práce. Tento stav nadále trvá a proto se tito psi využívají jen jako společníci, v Kanadě a Americe jej využívají jako služební plemeno .
Oficiální používaná zkratka v Česku je POO a nachází se zde již několik chovatelských stanic. Podhalaňského ovčáka zde zastřešuje chovatelský klub Klub chovatelů polských ovčáků nížinných. Nejrozšířenější je v rodném Polsku.

## Charakteristika

### Vzhled

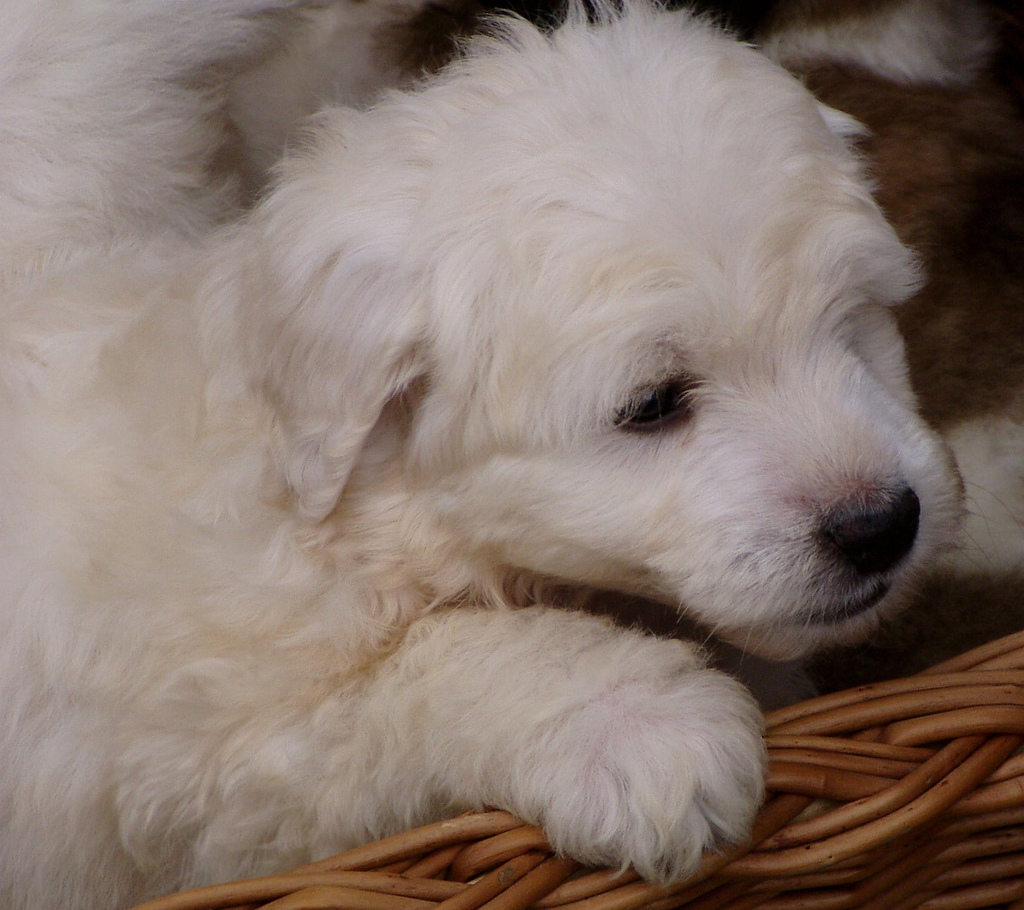

Podhalaňský ovčák má silnou a mohutnou konstrukci a je obdélníkového rámce. Rozdíl mezi psem a fenou je jen ve výšce. Srst pokrývá celé tělo a je čistě bílá, krémové znaky se netolerují. Je delší a hustá, s podsadou.
Hlava je suchá, vyvážená, nesena středně vysoko. Lebka je mírně zaoblená, stop zřetelný. Nosní houba je vždy černá, velká, s dobře otevřenými nozdrami. Pysky přiléhavé s černými okraji. Zuby musí být silné a krom nůžkového skusu je tolerován i klešťový. Oči jsou velké, tmavě hnědé barvy, posazené mírně šikmo. Uši jsou nasazené vysoko a jsou poměrně dlouhé, trojúhelníkovitého tvaru. Krk je středně dlouhý, dobře osvalený a bez laloku. Srst na něm vytváří límec. Hřbet je rovný a široký, směrem od hrudníku dál se nezužuje. Ocas je nasazený nízko, je dlouhý. Srst na něm vytváří praporce. Nohy jsou středně dlouhé, dobře osvalené. Tlapky kulaté, téměř kočičí s vždy černými drápky .

### Povaha
Povahově jsou tito psi vyrovnaní, klidní a sebevědomí. Ke svému majiteli jsou loajální, ale nikdy ne závislí. Mají vyvinuté ochranářské pudy a vlohy pro pasení ovcí. Je ostražitý, aktivní, energický a poměrně mrštný. K cizím lidem se chová odměřeně a v případě ohrožení brání svoji rodinu i majetek. Je známý i svým dobrým vztahem k dětem. Je zvyklý pracovat sám a těžko vychází s jinými psy. Vztah k jiným zvířatům má dobrý.

### Podobná plemena
Podhalaňský ovčák je velmi podobný slovenskému čuvači. Obě tato plemena mají čistě bílou a delší srst a také podobnou postavu. Podhalaňský ovčák je ale větší a lehčí, také méně mohutný.
Dalším podobným plemenem je kuvasz, také zvaný maďarský. Ten je pravděpodobně příbuzným podhalaňských ovčáků. Kuvaszové jsou mnohem větší, těžší a mohutnější. Jejich srst je kratší, ale více hustá. Hlava kuvasze je delší a stop málo viditelný.